# 嶋津忠裕
嶋津 忠裕（しまづ ただひろ、1945年 - ）は日本の実業家。えちごトキめき鉄道元代表取締役社長。

## 来歴
熊本県人吉市出身。慶應義塾大学経済学部卒業。藤田観光で椿山荘企画室長を経て、2001年、同社執行役員椿山荘・太閤園事業部副事業部長。2002年、執行役員椿山荘総支配人。2003年、肥薩おれんじ鉄道代表取締役社長、2009年退任。新潟県交通政策局参与（並行在来線担当）を経て2011年よりえちごトキめき鉄道代表取締役社長、2019年退任。